# 파울스 다우게
파울스 다우게(라트비아어: Pauls Dauge: 1869년 8월 22일 - 1946년 2월 9일 리가)는 라트비아의 치과의사, 작가, 볼셰비키 혁명가다.
교사 집안에서 태어났다. 알렉산드르스 다우게의 남동생이다. 
다우게는 페테리스 스투츠카와 함께 야우나 스트라바 운동을 형성해서 마르크스주의 사상을 옹호했다. 그는 1897년 모스크바에서 치의학교를 졸업하고 베를린의 치대에서 유학했다. 1903년 러시아 사회민주노동당에 입당했고, 1904년 망명 중인 블라디미르 레닌을 만났다. 이후 모스크바에서 몇년 일하다가, 1905년-1907년에 러시아 사회민주노동당의 문헌강의반에서 활동했다. 지하 활동명은 "피크(Pik)"였다. 다우게는 프리드리히 엥겔스의 저작을 라트비아어로 번역했다. 또한 『보르바』, 『스베토흐』 등 볼셰비키 기관지에서 일했다. 라트비아 사회민주당 제2, 3차 대회 대의원이었다.
다우게는 모스크바에서 10월 혁명에 참여했다. 1918년 러시아 사회주의 연방 소비에트 공화국 공중보건인민위원부 치의학과 과장이 되었고, 1928년까지 그 직을 유지했다. 1923년 잡지 『치과학과 치의학』(Одонтология и стоматология)을 창간했다. 1928년 다우게의 제안으로 모스크바 국립과학실천치의학연구원이 설립되었다. 다우게는 리가와 모스크바에서 연구를 하고, 모스크바의 연구원에서 강의했다. 1929년에는 워싱턴 DC의 국제치의한림원 회원이 되었고 1931년 빈 치의학회 명예회원이 되었다.
소비에트연방공산당 제8차, 15차 대회 대의원이었다.
다우게는 대숙청 와중 체포되었으나 여러 차례 심문을 거친 뒤 석방되었다. 1945년 라트비아 SSR에서 문화명예노동자 상훈을 받았다.